# Worcester (Massachusetts)
 For alternative betydninger, se Worcester (flertydig). (Se også artikler, som begynder med Worcester)
Worcester er en by i Massachusetts, USA. Den har 175.898 indbyggere (pr. 2005), hvilket gør den til New Englands næststørste by efter Boston. Worcester er hovedbyen i Worcester County og ligger nogenlunde midt i Massachusetts, hvorfor den også kendes om "Heart of the Commonwealth" (Massachusetts fulde navn er Commonwealth of Massachusetts). I byen er der flere eksempler på velholdte bygninger i victoriansk stil.
- Wikimedia Commons har flere filer relateret til Worcester (Massachusetts)

42°16′17″N 71°47′56″V / 42.2714°N 71.7989°V